# Videoassistierte mediastinoskopische Lymphadenektomie
Die Videoassistierte mediastinoskopische Lymphadenektomie (Abkürzung VAMLA) ist ein Operationsverfahren zur Entnahme von Lymphknoten (Lymphadenektomie) im Bereich des Mediastinum. Sie dient meist diagnostischen Zwecken bei Verdacht auf Bronchialkarzinom.
Die Operation wird im Allgemeinen von einem Thoraxchirurgen durchgeführt.
Das exakte prätherapeutische Lymphknotenstaging bei Lungenkrebs ist von besonderer Bedeutung für die Auswahl von Patienten für eine neoadjuvante Therapie fortgeschrittener Stadien oder die minimalinvasive videoassistierte thorakoskopische Resektion früher Stadien. Lymphknotenstaging durch Computertomographie, Mediastinoskopie oder PET hat eine eingeschränkte Präzision. 
Entsprechend aktualisierter S3 Leitlinie bleibt eine mediastinoskopische Untersuchung (u. a. VAMLA) fester Bestandteil des Lymphknotenstagings, hat jedoch nunmehr eine nachgeschaltete Rolle. Zunächst wird aufgrund der vergleichsweise höheren Komplikations- und Belastungstendenz der Mediastinoskopie ein EBUS in ausreichender lokalen Qualität empfohlen, diese Empfehlung wird aufgrund fehlender relevanter Unterschiede in Sensitivität und negativem prädiktivem Wert ausgesprochen. Ein EBUS gehört darüber hinaus zur Standarddiagnostik bei Bronchialkarzinom. Eine Mediastinoskopie wird entsprechend Leitlinie empfohlen bei 1. therapeutischer Konsequenz für die Durchführung einer Operation und 2. bei klarem Verdacht auf einen mediastinalen Befall sowie 3. einem negativen EBUS-Befund bei positiver PET Anreicherung.
Die Technik der systematischen video-assistierten mediastinoskopischen Lymphadenektomie (VAMLA) ist in der Präzision mit der offenen Lymphadenektomie vergleichbar, kann aber prätherapeutisch und minimalinvasiv erfolgen, hat jedoch trotzdem mit einer höheren Komplikationsrate als ein EBUS.